# Едгардо Лопес
Едгардо Хуан Ло́пез Морелль (ісп. Edgardo Juan López Morell; нар. 7 червня 1991) — пуерториканський борець вільного та греко-римського стилів, бронзовий призер Панамериканського чемпіонату з вільної боротьби, бронзовий призер Панамериканського чемпіонату з греко-римської боротьби, бронзовий призер Панамериканських ігор з вільної боротьби, дворазовий бронзовий призер Центральноамериканських і Карибських ігор з греко-римської боротьби, бронзовий призер Центральноамериканських і Карибських ігор з вільної боротьби.

## Біографія
Боротьбою почав займатися з 2001 року. У 2007 році у віковій групі кадетів став чемпіоном Панамериканського чемпіонату з греко-римської боротьби та срібним призером з вільної боротьби. Наступного року на цих же змаганнях у тій самій віковій групі показав той же результат. У 2009 році став срібним призером Панамериканського чемпіонату серед юніорів з греко-римської боротьби, а у 2011 — бронзовим призером Панамериканського чемпіонату серед юніорів і з вільної, і з греко-римської боротьби.
Виступає за спортивну школу міста Кароліна.

## Спортивні результати на міжнародних змаганнях

### Виступи на чемпіонатах світу
| Змагання                        | Збірна      | Вагова категорія                  | Місце |
| ------------------------------- | ----------- | --------------------------------- | ----- |
| Чемпіонат світу з боротьби 2013 | Пуерто-Рико | вільна боротьба, до 120 кг        | 21    |
| Чемпіонат світу з боротьби 2015 | Пуерто-Рико | греко-римська боротьба, до 130 кг | 28    |
| Чемпіонат світу з боротьби 2015 | Пуерто-Рико | вільна боротьба, до 125 кг        | 25    |

### Виступи на Панамериканських чемпіонатах
| Змагання                                   | Збірна      | Вагова категорія                  | Місце  |
| ------------------------------------------ | ----------- | --------------------------------- | ------ |
| Панамериканський чемпіонат з боротьби 2011 | Пуерто-Рико | греко-римська боротьба, до 120 кг | 7      |
| Панамериканський чемпіонат з боротьби 2011 | Пуерто-Рико | вільна боротьба, до 120 кг        | 5      |
| Панамериканський чемпіонат з боротьби 2012 | Пуерто-Рико | вільна боротьба, до 120 кг        | Бронза |
| Панамериканський чемпіонат з боротьби 2012 | Пуерто-Рико | греко-римська боротьба, до 120 кг | 7      |
| Панамериканський чемпіонат з боротьби 2013 | Пуерто-Рико | вільна боротьба, до 120 кг        | 7      |
| Панамериканський чемпіонат з боротьби 2013 | Пуерто-Рико | греко-римська боротьба, до 120 кг | Бронза |
| Панамериканський чемпіонат з боротьби 2014 | Пуерто-Рико | греко-римська боротьба, до 130 кг | 5      |
| Панамериканський чемпіонат з боротьби 2015 | Пуерто-Рико | греко-римська боротьба, до 130 кг | 8      |
| Панамериканський чемпіонат з боротьби 2015 | Пуерто-Рико | вільна боротьба, до 125 кг        | 5      |
| Панамериканський чемпіонат з боротьби 2016 | Пуерто-Рико | греко-римська боротьба, до 130 кг | 8      |
| Панамериканський чемпіонат з боротьби 2016 | Пуерто-Рико | вільна боротьба, до 125 кг        | 9      |
| Панамериканський чемпіонат з боротьби 2017 | Пуерто-Рико | вільна боротьба, до 125 кг        | 8      |
| Панамериканський чемпіонат з боротьби 2017 | Пуерто-Рико | греко-римська боротьба, до 130 кг | 7      |

### Виступи на Панамериканських іграх
| Змагання                  | Збірна      | Вагова категорія                  | Місце  |
| ------------------------- | ----------- | --------------------------------- | ------ |
| Панамериканські ігри 2011 | Пуерто-Рико | греко-римська боротьба, до 120 кг | 7      |
| Панамериканські ігри 2011 | Пуерто-Рико | вільна боротьба, до 120 кг        | 5      |
| Панамериканські ігри 2015 | Пуерто-Рико | вільна боротьба, до 125 кг        | Бронза |
| Панамериканські ігри 2015 | Пуерто-Рико | греко-римська боротьба, до 130 кг | 8      |

### Виступи на Центральноамериканських і Карибських іграх
| Змагання                                                | Збірна      | Вагова категорія                  | Місце  |
| ------------------------------------------------------- | ----------- | --------------------------------- | ------ |
| Центральноамериканські і Карибські ігри 2010 (Маягуес)  | Пуерто-Рико | греко-римська боротьба, до 120 кг | 7      |
| Центральноамериканські і Карибські ігри 2014 (Сан-Хуан) | Пуерто-Рико | греко-римська боротьба, до 130 кг | Бронза |
| Центральноамериканські і Карибські ігри 2014 (Сан-Хуан) | Пуерто-Рико | вільна боротьба, до 125 кг        | Бронза |
| Центральноамериканські і Карибські ігри 2014 (Веракрус) | Пуерто-Рико | вільна боротьба, до 125 кг        | 6      |
| Центральноамериканські і Карибські ігри 2014 (Веракрус) | Пуерто-Рико | греко-римська боротьба, до 130 кг | Бронза |

### Виступи на інших змаганнях
| Змагання                                                               | Збірна      | Вагова категорія                  | Місце  |
| ---------------------------------------------------------------------- | ----------- | --------------------------------- | ------ |
| Гран-прі Іспанії з боротьби 2011                                       | Пуерто-Рико | греко-римська боротьба, до 120 кг | 8      |
| Тестовий турнір FILA 2011                                              | Пуерто-Рико | вільна боротьба, до 120 кг        | Срібло |
| Тестовий турнір FILA 2011                                              | Пуерто-Рико | греко-римська боротьба, до 120 кг | 11     |
| Олімпійський кваліфікаційний турнір з боротьби 2012 (Кіссіммі-Орландо) | Пуерто-Рико | вільна боротьба, до 120 кг        | 5      |
| Олімпійський кваліфікаційний турнір з боротьби 2012 (Кіссіммі-Орландо) | Пуерто-Рико | греко-римська боротьба, до 120 кг | 5      |
| Гран-прі Іспанії з боротьби 2013                                       | Пуерто-Рико | вільна боротьба, до 120 кг        | 10     |
| Турнір Яшара Догу 2014                                                 | Пуерто-Рико | вільна боротьба, до 125 кг        | 16     |
| Турнір Дана Колова — Николи Петрова 2014                               | Пуерто-Рико | вільна боротьба, до 125 кг        | 9      |
| Турнір Дана Колова — Николи Петрова 2014                               | Пуерто-Рико | греко-римська боротьба, до 130 кг | 15     |
| Турнір міста Сассарі 2015                                              | Пуерто-Рико | вільна боротьба, до 125 кг        | 4      |
| Кубок Джека Пінто 2016                                                 | Пуерто-Рико | греко-римська боротьба, до 130 кг | Срібло |
| Олімпійський кваліфікаційний турнір з боротьби 2016 (Фріско)           | Пуерто-Рико | греко-римська боротьба, до 130 кг | 5      |
| Олімпійський кваліфікаційний турнір з боротьби 2016 (Фріско)           | Пуерто-Рико | вільна боротьба, до 125 кг        | 5      |
| Олімпійський кваліфікаційний турнір з боротьби 2016 (Улан-Батор)       | Пуерто-Рико | греко-римська боротьба, до 130 кг | 14     |
| Олімпійський кваліфікаційний турнір з боротьби 2016 (Улан-Батор)       | Пуерто-Рико | вільна боротьба, до 125 кг        | 13     |
| Олімпійський кваліфікаційний турнір з боротьби 2016 (Стамбул)          | Пуерто-Рико | греко-римська боротьба, до 130 кг | 13     |
| Cerro Pelado International 2017                                        | Пуерто-Рико | греко-римська боротьба, до 130 кг | 4      |